# Hitori Bocchi no Marumaru Seikatsu
Hitori Bocchi no Marumaru Seikatsu (яп. ひとりぼっちの○○生活 Хитори Ботти но Марумару Сэйкацу) — ёнкома авторства Кацуво, выпускавшаяся в журнале Comic Dengeki Daioh G издательства ASCII Media Works с 27 сентября 2013 по 27 апреля 2021 года.
25 марта 2018 года по завершении телевизионной трансляции сериала Mitsuboshi Colors, выполненного по другой работе Кацуво, на сайте журнала Dengeki Daioh было размещено объявление о грядущей аниме-адаптации Hitori Bocchi no Marumaru Seikatsu. Позже стало известно, что создание мультипликации было поручено студии C2C, где его возглавил режиссёр-постановщик Такэбуми Андзай. В роли сценариста был утверждён Дзюкки Ханада, ранее известный по работе над сериалами Hibike! Euphonium, Rozen Maiden, Steins;Gate и Beyond the Boundary, а ответственным за дизайн персонажей и ведущим мультипликатором стал Кии Танака. Музыкальное сопровождение к аниме было подготовлено композиторами Рюити Такадой и Хидэкадзу Танакой. Премьера сериала состоялась на различных телеканалах Японии 5 апреля 2019 года.

## Сюжет
Школьница Ботти Хитори страдает от развитой формы социофобии, из-за чего в начальной школе смогла завести лишь одну-единственную подругу — Кай Явару. После перевода в среднюю школу Явара ставит ультиматум Хитори и требует от неё подружиться со всеми своими новыми одноклассниками, угрожая в противном случае прекратить общение с ней. Хитори решается выполнить условие своей подруги и после ряда неудач набирается смелости поговорить со своей соседкой по парте — Нако Сунао, считающейся примерной ученицей. В дальнейшем история разворачивается вокруг попыток развития между девушками дружественных отношений. Основные персонажи истории носят «говорящие» фамилии, содержащие отсылки к их характерам.

## Персонажи
Ботти Хитори (яп. 一里ぼっち Хитори Ботти) — главная героиня, страдающая социофобией. По-японски выражение «хиториботти» означает «один-одинёшенек».
Сэйю: Тисаки Морисита
Сунао Нако (яп. 砂尾なこ Сунао Нако) — соседка по парте Ботти. Выражение «сунао на ко» означает «прямолинейное дитя».
Сэйю: Минами Танака
Ару Хонсё (яп. 本庄アル Хонсё: Ару) — заместитель старосты класса Ботти. Выражение «хонсё ару» означает «имеет скрытую сторону».
Сэйю: Акари Кито
Кай Явара (яп. 八原 かい Явара Кай) — подруга Ботти с детства. Оказавшись в другой старшей школе, разорвала с ней отношения, чтобы подстегнуть к поиску новых друзей и борьбе с социофобией. Слово «яваракай» означает «мягкая».
Сэйю: Кономи Кохара

## Критика
Критик портала Anime News Network Терон Мартин по результатам просмотра первой серии отмечал, что в конце 2010-х годов сюжеты аниме-сериалов всё чаще стали обращаться к теме социофобии, однако все эти попытки не выходят за рамки комедийного жанра. По мнению обозревателя, с самого начала было очевидно, что Hitori Bocchi no Marumaru Seikatsu не станет всерьёз затрагивать эту проблематику, что вылилось в то, что главная героиня, вместо озлобления за неспособность завести друга, ведёт себя практически как типичная представительница поведенческого архетипа гэнки. Также Мартин указал на то, что, как и во многих других аниме-работах, основной темой для сближения персонажей выбран факт отчуждённости их от нормального общества как «сборища неудачников». Критик отметил, что подобный подход к сюжету обесценивает настоящую проблему в глазах зрителей. Тем не менее Мартин расценил это как некритический недостаток и отметил довольно удачные попытки изобразить робость Хитори в общении с одноклассницами, а также неплохие технические параметры работы.